# Ster strumieniowy

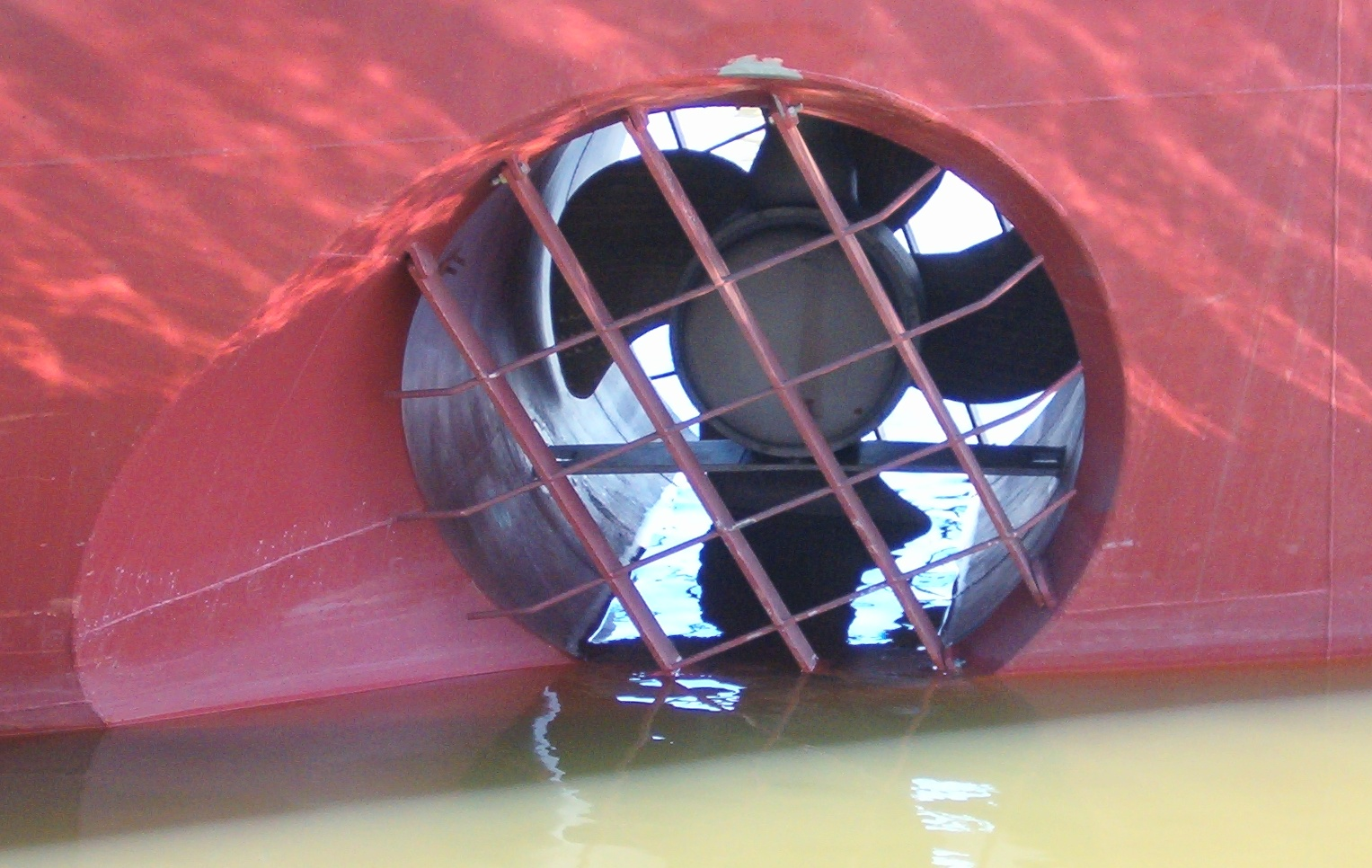
Dziobowy ster strumieniowy

Oznaczenie steru strumieniowego na burcie statku

Ster strumieniowy – pędnik okrętowy stosowany początkowo na średnich i dużych jednostkach pływających o napędzie mechanicznym, obecnie także na mniejszych np. jachtach, którego istota działania polega na wytworzeniu siły naporu wody prostopadle do płaszczyzny symetrii jednostki poniżej linii wodnej w części dziobowej oraz (rzadziej) rufowej.
Dzięki sterowi strumieniowemu znacznie zwiększa się manewrowość jednostki przy małych prędkościach oraz możliwa jest manewrowość jednostki nieruchomej. Stery strumieniowe umożliwiają np. dosuwanie/odsuwanie jednostki do/od nabrzeża, a także obracanie jednostki w miejscu lub dokonywanie bardzo ciasnych zwrotów – o wiele ciaśniejszych niż przy posługiwaniu się klasycznym sterem i śrubą napędową.
Istnieje kilka rozwiązań technicznych steru strumieniowego. Może to być tunel umieszczony poprzecznie w podwodnej części kadłuba z umieszczoną w tym tunelu dodatkową śrubą napędową, może to być sama śruba ustawiona poprzecznie w dostatecznie wąskiej części kadłuba, lub też rozwiązanie, w którym woda zasysana jest od spodu, a wypychana przez otwór w części podwodnej wybranej burty.